# Marina Yannakoudakis

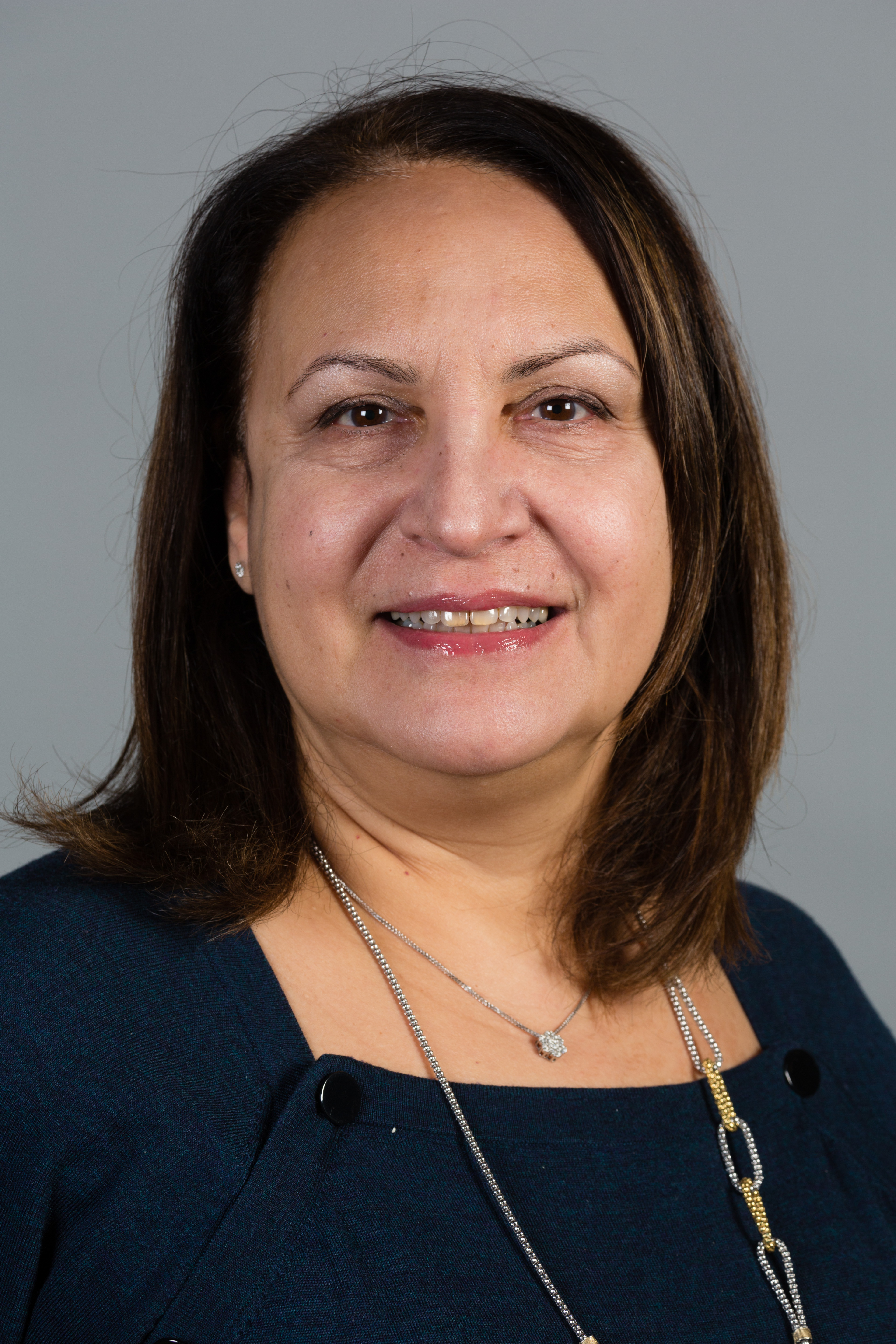
Marina Yannakoudakis, 2014

Marina Yannakoudakis (* 16. April 1956 in Paddington, London) ist eine britische Politikerin der Conservative Party.

## Leben
Yannakoudakis studierte Geschichte und Politikwissenschaften an der Brunel University. An der Open University studierte sie Erziehungswissenschaften. Yannakoudakis ist seit 2009 Abgeordnete im Europäischen Parlament. 
Als EU-Parlamentarierin ist sie in der Fraktion Europäische Konservative und Reformisten
Sie ist Mitglied im Ausschuss für Umweltfragen, öffentliche Gesundheit und Lebensmittelsicherheit, im Ausschuss für die Rechte der Frau und die Gleichstellung der Geschlechter und in der Delegation im Gemischten Parlamentarischen Ausschuss EU-Ehemalige Jugoslawische Republik Mazedonien. 
Als Stellvertreterin ist sie tätig im Sonderausschuss gegen organisiertes Verbrechen, Korruption und Geldwäsche und in der Delegation für die Beziehungen zu Albanien, Bosnien und Herzegowina, Serbien, Montenegro sowie Kosovo.
Sie ist mit Zacharias Yannakoudakis verheiratet, hat drei Kinder und lebt mit ihrer Familie in Barnet.